# Erin Kellyman
Erin Mae Kellyman (Tamworth, 1998. október 17. –) brit színésznő.
Legismertebb alakítása Éponine A nyomorultak című BBC-minisorozatban. 2018-ban a Solo: Egy Star Wars-történet című filmben szerepelt.

## Fiatalkora
1998. október 17-én született Tamworthben. A birminghami Ormiston Akadémiára és a The Rawlett Schoolba járt, illetve elvégezte a Nottingham Television Workshopot. Édesanyja, Louise ír felmenőkkel rendelkezik, édesapja, Charles pedig jamaikai származású.

## Pályafutása
2015–2016 között a Raised by Wolves című brit szituációs komédiában szerepelt. 2018-ban Enfys Nestet alakította a Solo: Egy Star Wars-történet című űroperában. 2018-tól 2019-ig A nyomorultak című BBC-adaptációban Éponine szerepében tűnt fel. 2019-ben a Don't Forget the Driver, 2020-ban a Life című sorozatban játszott, előbbiben főszerepet osztottak rá.
2021-ben egy szuperhős-minisorozat, A Sólyom és a Tél Katonája főszereplője lett. 2022-ben a Willow című fantasysorozatban tűnt fel, szintén főszereplőként.

## Magánélete
Nyíltan leszbikus.

## Filmográfia

### Filmek
| Év   | Magyar cím                   | Eredeti cím             | Szerep     | Magyar hang    |
| ---- | ---------------------------- | ----------------------- | ---------- | -------------- |
| 2018 | Solo: Egy Star Wars-történet | Solo: A Star Wars Story | Enfys Nest | Csifó Dorina   |
| 2021 | A zöld lovag                 | The Green Knight        | Winifred   | Csarkó Bettina |
| 2024 |                              | Woken                   | Anna       |                |
| 2024 |                              | Lilies Not for Me       | Dorothy    |                |
| 2024 |                              | Blitz                   | Doris      |                |
| 2025 |                              | Eleanor the Great       | Nina       |                |
| 2025 | 28 évvel később              | 28 Years Later          | Jimmy Ink  |                |

### Televíziós szerepek
| Év        | Magyar cím                 | Eredeti cím                       | Szerep           | Megjegyzések                       |
| --------- | -------------------------- | --------------------------------- | ---------------- | ---------------------------------- |
| 2015–2016 |                            | Raised by Wolves                  | Cathy            | 5 epizód                           |
| 2017      |                            | Uncle                             | Eleanor          | 1 epizód                           |
| 2018–2019 | A nyomorultak              | Les Misérables                    | Éponine          | 3 epizód magyar hangja Nagy Katica |
| 2019      |                            | Don't Forget the Driver           | Kayla            | 6 epizód                           |
| 2020      |                            | Life                              | Maya             | 6 epizód                           |
| 2021      | A Sólyom és a Tél Katonája | The Falcon and the Winter Soldier | Karli Morgenthau | 6 epizód magyar hangja Sodró Eliza |
| 2021      | Marvel Studios: Betekintés | Marvel Studios: Assembled         | önmaga           | 1 epizód                           |
| 2022      | Nagykutya                  | Top Boy                           | Pebbles          | 4 epizód                           |
| 2022      | Willow                     | Willow                            | Jade             | 8 epizód                           |